# Heavy Iron Studios
Heavy Iron Studios es una desarrolladora de videojuegos estadounidense, con sede en Los Ángeles, California. Eran una subsidiaria propiedad de THQ hasta que se separó como una empresa independiente en mayo de 2009 como parte de un movimiento de reducción de costos.
En 2007 Heavy Iron Studios contrató a Marc Vulcano, un ex animador de Altos de Sony Pictures Imageworks y director de animación en el Big Idea Producciones. Él es ahora el estudio de animación Director.

## Videojuegos

### Desarrollados
| Año  | Título                                          | Plataforma(s) |
| ---- | ----------------------------------------------- | --- |
| 2000 | Evil Dead: Hail to the King                     | Microsoft Windows, Dreamcast, PlayStation                                                                                |
| 2002 | Scooby-Doo! Night of 100 Frights                | Xbox, PlayStation 2, GameCube                                                                                            |
| 2003 | SpongeBob SquarePants: Battle for Bikini Bottom | Xbox, PlayStation 2, GameCube                                                                                            |
| 2004 | The SpongeBob SquarePants Movie                 | Xbox, PlayStation 2, GameCube                                                                                            |
| 2004 | The Incredibles                                 | Xbox, PlayStation 2, GameCube, Microsoft Windows, Mac OS X                                                               |
| 2005 | The Incredibles: Rise of the Underminer         | Xbox, PlayStation 2, GameCube, Microsoft Windows, Mac OS X                                                               |
| 2007 | Ratatouille                                     | Xbox 360, PlayStation 3                                                                                                  |
| 2008 | WALL-E                                          | Xbox 360, PlayStation 3, Wii                                                                                             |
| 2009 | Up                                              | Xbox 360, PlayStation 3, Wii                                                                                             |
| 2009 | SpongeBob's Truth or Square                     | Xbox 360, Wii |
| 2011 | UFC Personal Trainer                            | Xbox 360, PlayStation 3, Wii                                                                                             |
| 2012 | Family Guy: Back to the Multiverse              | Microsoft Windows, Xbox 360, PlayStation 3                                                                               |
| 2012 | Harley Pasternak's Hollywood Workout            | Xbox 360, Wii |
| 2015 | Fat City                                        | Microsoft Windows, PlayStation 4, Xbox One, Wii U, OS X, PlayStation Vita, PlayStation VR, iOS, Android, Nintendo Switch |
| 2017 | Amazon Odyssey                                  | Microsoft Windows (requiere HTC Vive)                                                                                    |
| 2020 | PAC-MAN Mega Tunnel Battle                      | Stadia |

### Codesarrollados
| Año  | Título                                   | Plataforma(s)                                                                               |
| ---- | ---------------------------------------- | ------------------------------------------------------------------------------------------- |
| 2007 | Ratatouille                              | Microsoft Windows, Mac OS X, Xbox, PlayStation 2, GameCube, Wii                             |
| 2008 | WALL-E                                   | Microsoft Windows, Mac OS X, PlayStation 2, PlayStation Portable                            |
| 2009 | Up                                       | Microsoft Windows, Mac OS X, PlayStation 2, PlayStation Portable                            |
| 2012 | Epic Mickey 2: The Power of Two          | Wii U                                                                                       |
| 2013 | Disney Infinity                          | Wii U, Wii                                                                                  |
| 2014 | South Park: The Stick of Truth           | Microsoft Windows, Xbox 360, PlayStation 3, Xbox One, PlayStation 4, Nintendo Switch        |
| 2014 | Disney Infinity 2.0: Marvel Super Heroes | Microsoft Windows, Wii U, iOS                                                               |
| 2014 | Disney Infinity: Toy Box                 | Microsoft Windows, iPad                                                                     |
| 2015 | Disney Infinity 3.0                      | Microsoft Windows, Wii U, iOS                                                               |
| 2016 | Call of Duty: Infinite Warfare           | Microsoft Windows, Xbox One, PlayStation 4                                                  |
| 2016 | The Martian: VR Experience               | Microsoft Windows (requiere HTC Vive o Oculus Rift), PlayStation VR                         |
| 2017 | Call of Duty: WWII                       | Microsoft Windows, Xbox One, PlayStation 4                                                  |
| 2017 | Road Rage                                | Microsoft Windows, Xbox One, PlayStation 4                                                  |
| 2017 | Dreadnought                              | Microsoft Windows, PlayStation 4                                                            |
| 2018 | Ocean Casino                             | iOS, Android                                                                                |
| 2018 | H1Z1                                     | PlayStation 4, Microsoft Windows                                                            |
| 2018 | Star Wars: Jedi Challenges               | iOS, Android                                                                                |
| 2019 | The Grand Tour Game                      | Xbox One, PlayStation 4                                                                     |
| 2020 | Marvel's Avengers                        | Xbox One, PlayStation 4, Microsoft Windows, Xbox Series X/S, PlayStation 5, Stadia          |
| 2020 | Crash Bandicoot 4: It's About Time       | Xbox One, PlayStation 4, Microsoft Windows, Xbox Series X/S, PlayStation 5, Nintendo Switch |
| 2020 | Call of Duty: Black Ops Cold War         | Xbox One, PlayStation 4, Microsoft Windows, Xbox Series X/S, PlayStation 5                  |

### Cancelados
| Año  | Título                                   | Plataforma(s)                | Notas |
| ---- | ---------------------------------------- | ---------------------------- | --- |
| 2000 | Scooby-Doo! Night of 100 Frights         | PlayStation                  | Primera versión del juego con una trama y un estilo de juego diferentes.                                                              |
| 2007 | Toy Story 3                              | Xbox 360, PlayStation 3, Wii | Primera versión rechazada. El juego final fue desarrollado por Avalanche Software.                                                    |
| 2008 | SpongeBob SquarePants: Happiness Squared | PlayStation 2, Wii           | Alterado y remodelado en SpongeBob's Truth or Square.                                                                                 |
| 2010 | Saints Row: The Cooler                   | Xbox 360, PlayStation 3      | Juego de lucha derivado de la serie Saints Row que requería Kinect/PlayStation Move.                                                  |
| 2010 | Disney’s E-Ticket                        | Xbox 360                     | Primera versión rechazada de lo que finalmente se convirtió en Kinect: Disneyland Adventures, desarrollado por Frontier Developments. |
| 2010 | Family Guy: Road to Death                | Xbox 360, PlayStation 3      | Alterado y remodelado en "Family Guy: Back to the Multiverse".                                                                        |
| 2011 | Family Guy: Back to the Multiverse       | Wii, Nintendo 3DS            | Versiones alternativas del juego para consolas de Nintendo con un estilo de juego diferente.                                          |